# Pere Collaso i Gil

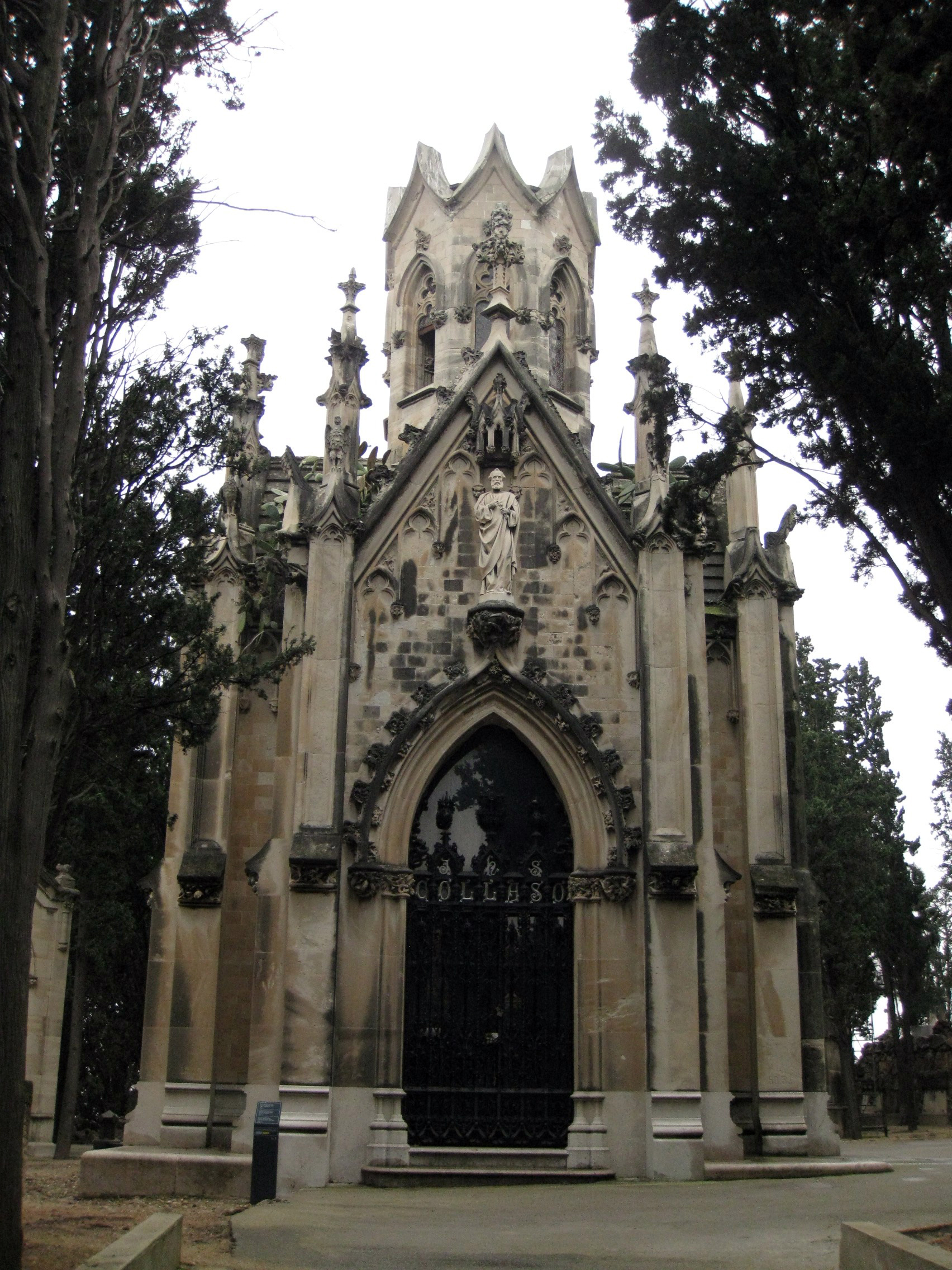
Panteó de Pere Collaso i Gil al Cementiri de Montjuïc

Pere Collaso i Gil (l'Havana, 17 d'octubre de 1813 – Barcelona, 5 de gener de 1887) fou un empresari i polític català, pare de Josep Collaso i Gil. Fou diputat i senador a les Corts espanyoles durant la restauració borbònica.

## Biografia
Era fill de Bernardo Collaso i Varela, gallec de Malpica de Bergantiños i de la catalana Antònia Gil i Julià, establerts a Cuba i pertanyents a una família de pilots de vaixells. Vers el 1840 es va establir a Barcelona, on esdevingué un important propietari immobiliari. Casat amb la seva cosina Rosa Gil i Martínez varen ser pares de Josep Collaso i Gil, també Senador a Espanya.
Milità al Partit Progressista, amb el que fou regidor de l'ajuntament de Barcelona, i formà part de la Junta de Barcelona durant la revolució de 1868. Més tard formà part del comitè de recepció del nou rei Amadeu I. Fou elegit diputat de la diputació de Barcelona el 1868-1870, 1871 i 1874-1875, així com diputat per Barcelona a les eleccions generals espanyoles de 1871 i senador el 1872. Contrari a la república, ingressà al Partit Constitucional.
Després de la restauració borbònica fou elegit diputat per Barcelona a les eleccions generals espanyoles de 1876. També fou senador per la província de Barcelona el 1881-1884 i senador vitalici des de 1887. A les Corts defensà els interessos dels propietaris immobiliaris de Barcelona durant la discussió del traçat del ferrocarril per la ciutat de Barcelona. Fou novament diputat provincial el 1882-1886. Ingressà al Partit Liberal Fusionista i donà suport Práxedes Mateo Sagasta quan es produí l'escissió de la Izquierda Dinástica. Alhora, també fou membre de Foment de la Producció Espanyola, de la Unió Barcelonina de les Classes Productores de l'Institut Agrícola Català de Sant Isidre, i el 1880 fou nomenat president de la secció de comerç de l'Ateneu Barcelonès.